# Carol Woods
Carol Woods (New York, 13 novembre 1943) è un'attrice e cantante statunitense, nota soprattutto come interprete di musical a Broadway e a Londra.
Il suo ruolo più celebre è quello di "Mama" Morton nel musical di John Kander e Fred Ebb Chicago, un ruolo che ha interpretato a Broadway in diversi periodi tra il 2007 e il 2015 e nei tour statunitensi del 1997 e del 2013. Ha recitato anche in altri musical, tra cui One Mo'Time (Off Broadway, 1979), Grind (Broadway, 1985), Blues in the Night (Londra, 1987; candidata al Laurence Olivier Award alla migliore attrice in un musical), King (Londra, 1988), Ma Rainey's Black Bottom (Londra, 1989) The Goodbye Girl (Broadway, 1993), First Lady Suite (Off Broadway, 1993), One Touch of Venus (New York, 1996), Follies (Broadway, 2001) e The Full Monty (tour, 2001 e 2002).

## Filmografia

### Cinema
- Nudo e crudo (Eddie Murphy Raw), regia di Robert Townsend (1987)
- A scuola di ballo (Stepping Out), regia di Lewis Gilbert (1991)
- La notte e la città (Night and the City), regia di Irwin Winkler (1992)
- Accordi e disaccordi (Sweet and Lowdown), regia di Woody Allen (1999)
- The Honeymooners, regia di John Schultz (2005)
- Across the Universe, regia di Julie Taymor (2007)
- Steam, regia di Kyle Schickner (2007)

### Televisione
- Un giustiziere a New York - serie TV, 1 episodio (1986)
- Law & Order - I due volti della giustizia - serie TV, 2 episodi (1992-1993)
- Squadra emergenza - serie TV, 3 episodi (2000-2001)
- The Practice - Professione avvocati - serie TV, 1 episodio (2002)
- The Big C - serie TV, 1 episodio (2010)
- The Good Wife - serie TV, 1 episodio (2013)